# Novi Ligure
Novi Ligure (piemontiul: Neuve vagy Neuvi) település Olaszországban, Piemont régióban, Alessandria megyében. Lakosainak száma 27 252 fő (2023. január 1.).